# Florvil Hyppolite

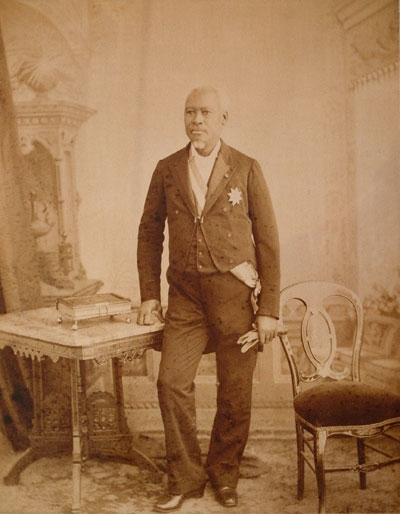
Florvil Hyppolite

Florvil Hyppolite, född 1827 och död 24 mars 1896 i Port-au-Prince, var en haitisk politiker och president på Haiti 17 oktober 1889-24 mars 1896. Han var son till politikern Jacques Sylvain Gelin Hyppolite. 